# Dead Poet Society
Dead Poet Society est un groupe américain de rock alternatif, originaire de Los Angeles, en Californie.

## Histoire
Le groupe est formé en 2013 au Berklee College of Music de Boston et se composait du chanteur et guitariste Jack Underkofler, du guitariste Jack Collins, du bassiste Nick Taylor et du batteur Will Goodroad. Le groupe se nomme d'après le film Le Cercle des poètes disparus, dont le titre original en anglais est Dead Poets Society. Selon le guitariste Jack Collins, le nom n'est cependant pas une référence au film, mais était plutôt une « idée stupide ». Il faut trouver un nom rapidement, car deux jours après sa formation, le groupe donnait déjà son premier concert. Au cours des premières années, le groupe se forge la réputation d'être « le pire groupe de l'école », selon Jack Underkofler.
Le groupe sort deux EP l'année même de sa création, avant que le bassiste Nick Taylor ne soit remplacé par Dylan Brenner. Deux autres EP sont publiés avec la nouvelle formation. En 2016, tous les membres du groupe avaient terminé leurs études avec succès et les musiciens déménagent alors à Los Angeles. Quelques petites tournées suivent aux États-Unis et au Mexique, avant que le groupe n'ouvre pour Badflower. Dead Poet Society est finalement signé par Spinefarm Records et a sorti son premier album -!- le 12 mars 2021, également connu sous le nom de The Exclamation Album. Durant l'été 2021, le groupe joue aux Reading and Leeds Festivals, Full Force, Louder than Life et Welcome to Rockville. Au printemps 2022, Dead Poet Society fait la première partie de Sevendust avec Tetrarch, puis se produit au Download Festival et à Pinkpop en été, ainsi qu'en tournée avec Highly Suspect.
En automne 2023, le groupe effectue une tournée américaine avec Hyro the Hero, Post Profit et la tête d'affiche Nothing More. Le groupe enregistre ensuite son deuxième album studio, Fission, qui sort le 26 janvier 2024.

## Style musical
Liam Martin, du magazine en ligne AllMusic, décrit le style musical de Dead Poet Society comme un mélange émotionnel de rock alternatif sombre et d'indie progressive. Parmi les influences principales, on trouve des groupes et des artistes de différents genres, comme Coldplay, Led Zeppelin, St. Vincent et Tyler, The Creator. Une particularité du groupe est l'utilisation de guitares et de basses sans frettes. Le chanteur Jack Underkofler cite Coldplay, Jack Jones et John Mayer comme influences principales pour son chant. Il cite également Myles Kennedy du groupe Alter Bridge, qui a été une grande influence lorsqu'il a appris à chanter sur du rock.
Dans sa critique de l'album Fission, Johannes Pälchen du magazine allemand Visions qualifie de « plus grand atout » du groupe « le son complexe et groovy qui, derrière ses références évidentes à des groupes comme Muse ou Royal Blood, combine un éventail d'influences allant de l'indie pop au heavy metal et peut être aussi puissant qu'accrocheur ». Konstantin Michaely, du magazine allemand Metal Hammer, écrit à propos du même album que le groupe « présente un rock alternatif facile d'accès mais aux multiples facettes », qui « s'inscrit de manière moderne dans une veine similaire à Royal Blood, Muse ou Queens of the Stone Age ». 

## Discographie

### Albums studio
- 2021 : -!-
- 2024 : Fission

### EP
- 2013 : Haviland
- 2013 : Weapons
- 2015 : Axiom
- 2016 : Dempsey

### Clips
- 2016 : Lo Air
- 2016 : Animation
- 2017 : Bacalar
- 2017 : Under My Skin
- 2018 : American Blood
- 2019 : Swvrm
- 2020 : In Too Deep
- 2020 : Coda
- 2021 : I Never Loved Myself Like I Loved You
- 2022 : Salt
- 2023 : Running in Circles / Hurt
- 2023 : I Hope You Hate Me
- 2023 : How Could I Love You?
- 2024 : My Condition